# Броньяр, Александр
Александр Бронья́р (фр. Alexandre Brongniart; 5 февраля 1770 — 7 октября 1847) — французский химик, фармацевт, профессор минералогии, геолог, зоолог, ботаник и палеонтолог; отец Адольфа Теодора Броньяра (1801—1876), французского ботаника, одного из основоположников палеоботаники.

## Биография
Александр Броньяр родился 5 февраля 1770 года в городе Париже.
В 1788 году участвовал в создании Парижского филоматического общества (фр.). В 1794 году поступил на работу горным инженером. В 1797 году стал профессором естествознания.
В 1800 году назначен директором Севрской фарфоровой мануфактуры, а в 1818 году получил место старшего горного инженера.
В 1822 году Броньяр назначен профессором минералогии в Национальном музее естественной истории.
Александр Броньяр умер 7 октября 1847 года в родном городе.
Именем учёного был назван минерал броньяртит.

## Научная деятельность
Александр Броньяр специализировался на окаменелостях. Он занимался химией, минералогией, фармацией, геологией, зоологией, ботаникой и палеонтологией.

## Основные публикации
Александр Броньяр является автором следующих публикаций:
- Brongniart Alexandre, Cuvier Georges, Brongniart Adolphe. — Description géologique des environs de Paris. Paris, Amsterdam: G. Dufour, E. d’Ocagne, 1822, 428 p., nouv. éd.
- Brochant de Villiers André-Jean-François-Marie, Brongniart Alexandre, Jussieu Antoine-Laurent (de). — Dictionnaire des sciences naturelles. Strasbourg, Paris: F.G. Levrault, Le Normant, 1816—1830, 73 vol.
- Brongniart Alexandre. Introduction à la minéralogie vol. 61, 1824.
- Brongniart Alexandre, Desmarets Anselme-Gaëtan. — Histoire naturelle des crustacés fossiles. Paris: F. — G. Levrault, 1822.
- Brongniart Alexandre, Malagutti François. — Mémoires sur les kaolins ou argiles à porcelaines. Paris: Gide, 1841.
- Brongniart Alexandre, Riocreux Désiré. — Description méthodique du Musée céramique de la Manufacture royale de porcelaine de Sèvres. Paris: A. Leleux, 1845, 2 vol. et atlas (456, 8 p., LXXX pl.)